# Neophocaena
Neophocaena — рід морських ссавців з родини фоценових. Мешкає в Індійському та Тихому океанах, а також у прісноводних середовищах існування басейну річки Янцзи в Китаї. Генетичні дослідження вказують на те, що Neophocaena є найбільш базальним живим представником родини фоценових. У цьому роду три види.

## Опис
Фоценові — єдині морські свині, у яких відсутній справжній спинний плавник. Замість цього є низький хребет, вкритий товстою шкірою, що містить кілька ліній крихітних горбків. Крім того, лоб надзвичайно крутий, ніж у інших фоценових. Маючи від п'ятнадцяти до двадцяти одного зуба на кожній щелепі, вони також мають в середньому менше зубів, ніж інші фоценові, хоча є певне збігання, і це не є надійним засобом їх розрізнення. 